# Rhamphidoiulus claviger
Rhamphidoiulus claviger är en mångfotingart som beskrevs av Karl Wilhelm Verhoeff 1943. Rhamphidoiulus claviger ingår i släktet Rhamphidoiulus och familjen kejsardubbelfotingar. Inga underarter finns listade i Catalogue of Life.